# Ботанический сад Аллан
Ботанический сад Аллан (англ. Allan Gardens) — старейший парк и ботанический сад Торонто (провинция Онтарио, Канада).
Коллекция ботанического сада размещена в 5 зимних садах площадью почти 1500 м². В южной «Тропической оранжерее» находится водяное колесо и большое число тропических растений, в том числе орхидеи и бромелии. В «Прохладной оранжерее» находится водопад, небольшой пруд, кипарис кашмирский и цитрусовые деревья. В центральной «пальмовой оранжереи» растут бананы, бамбук и большой пандан ароматнейший. В другой «Тропической оранжерее» растут гибискусы, дурман и саговники. В «Оранжерее кактусов» разместилась коллекция кактусов и суккулентов.

## Галерея фотографий ботанического сада Аллан

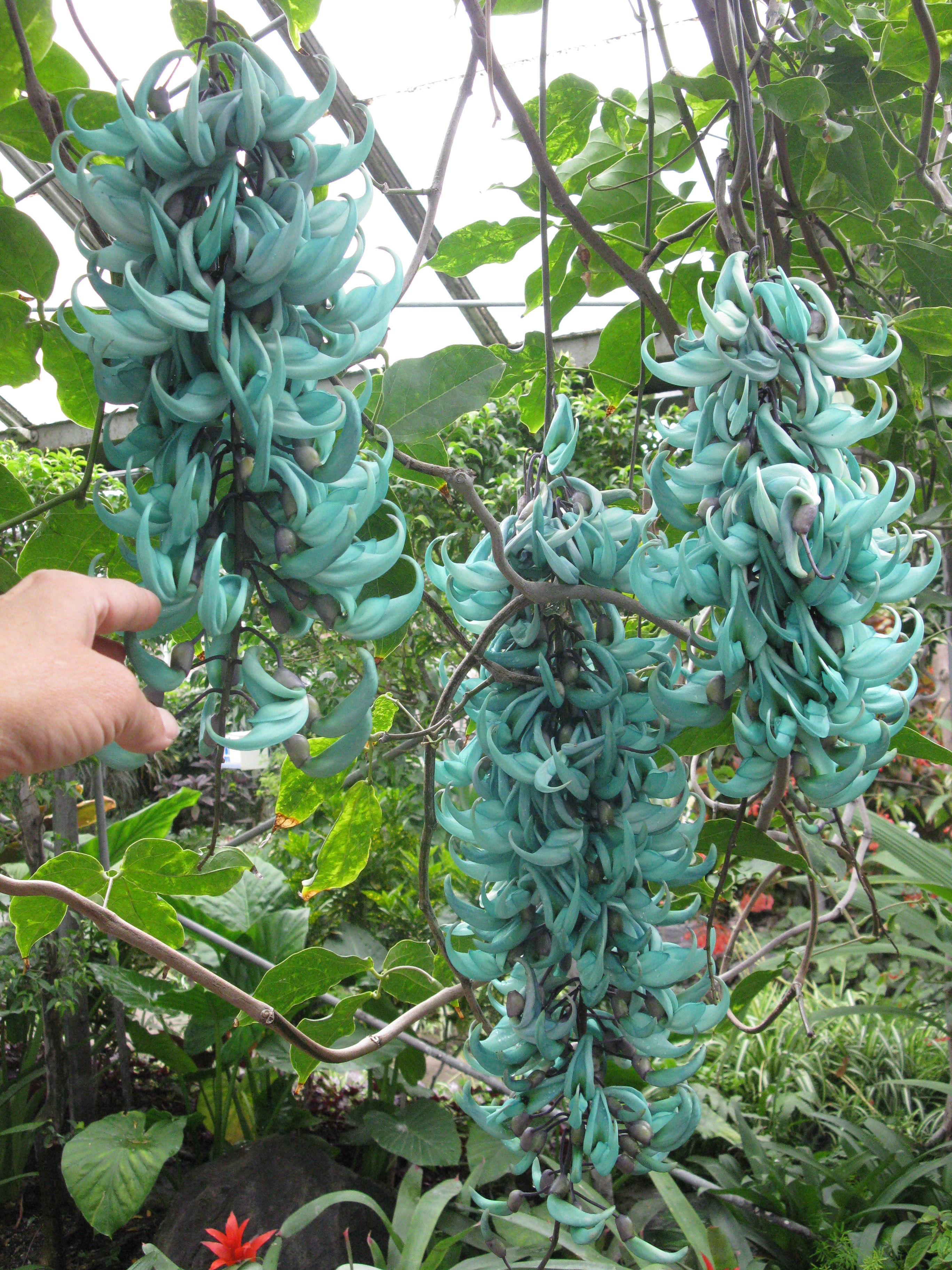
Стронгилодон крупнокистевой
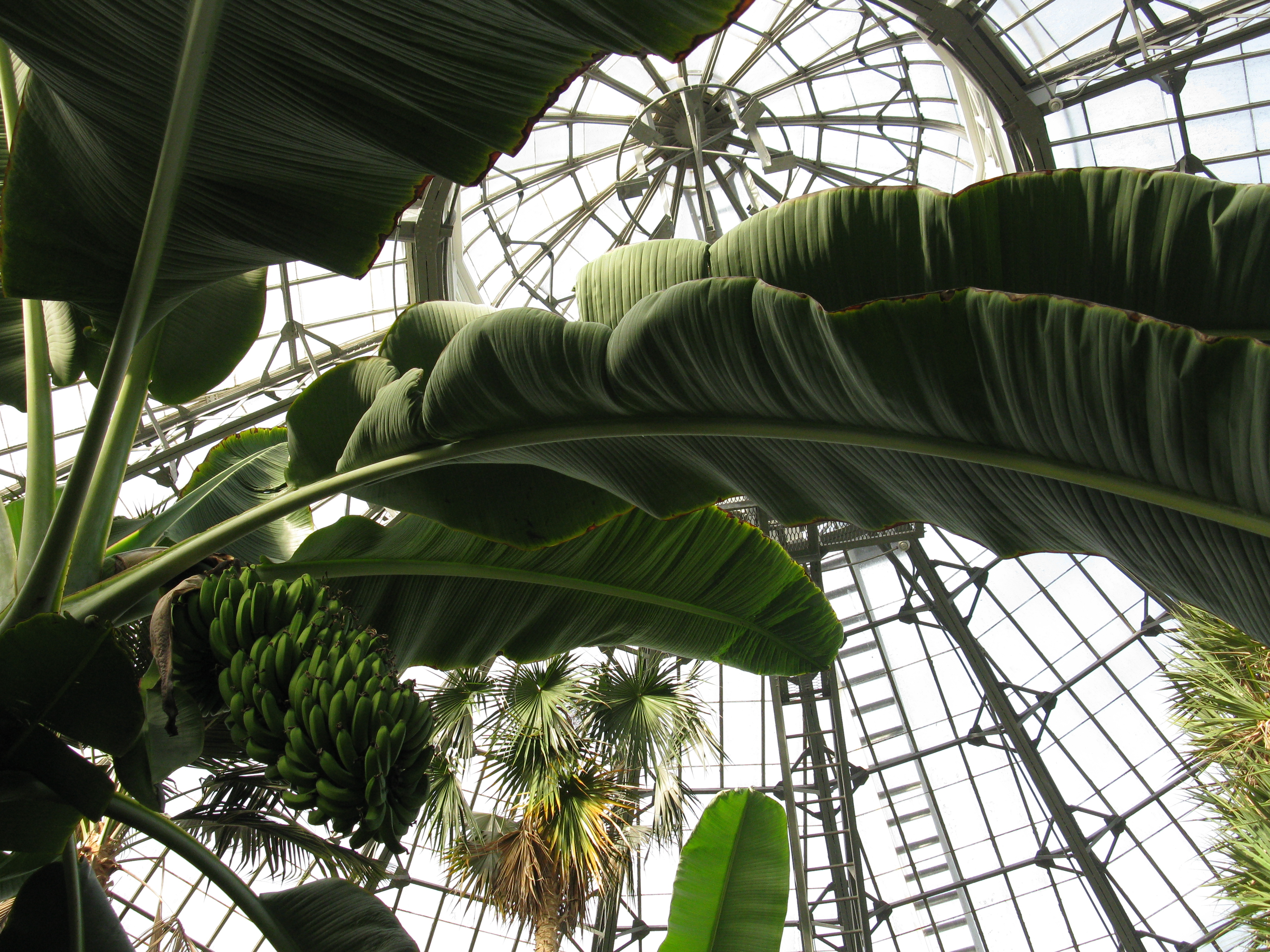
Банан в "Пальмовой оранжерее"
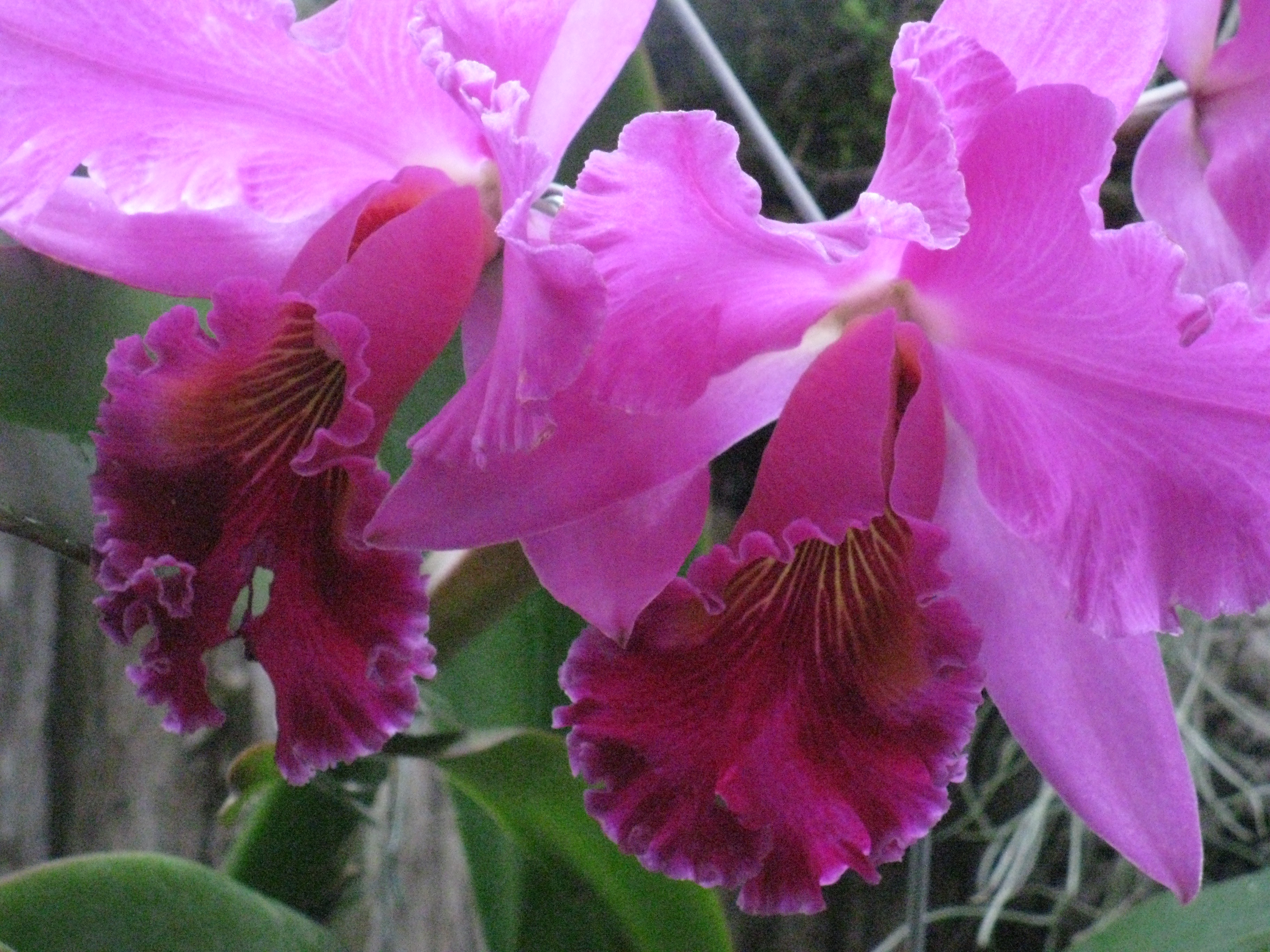
Цветущие орхидеи
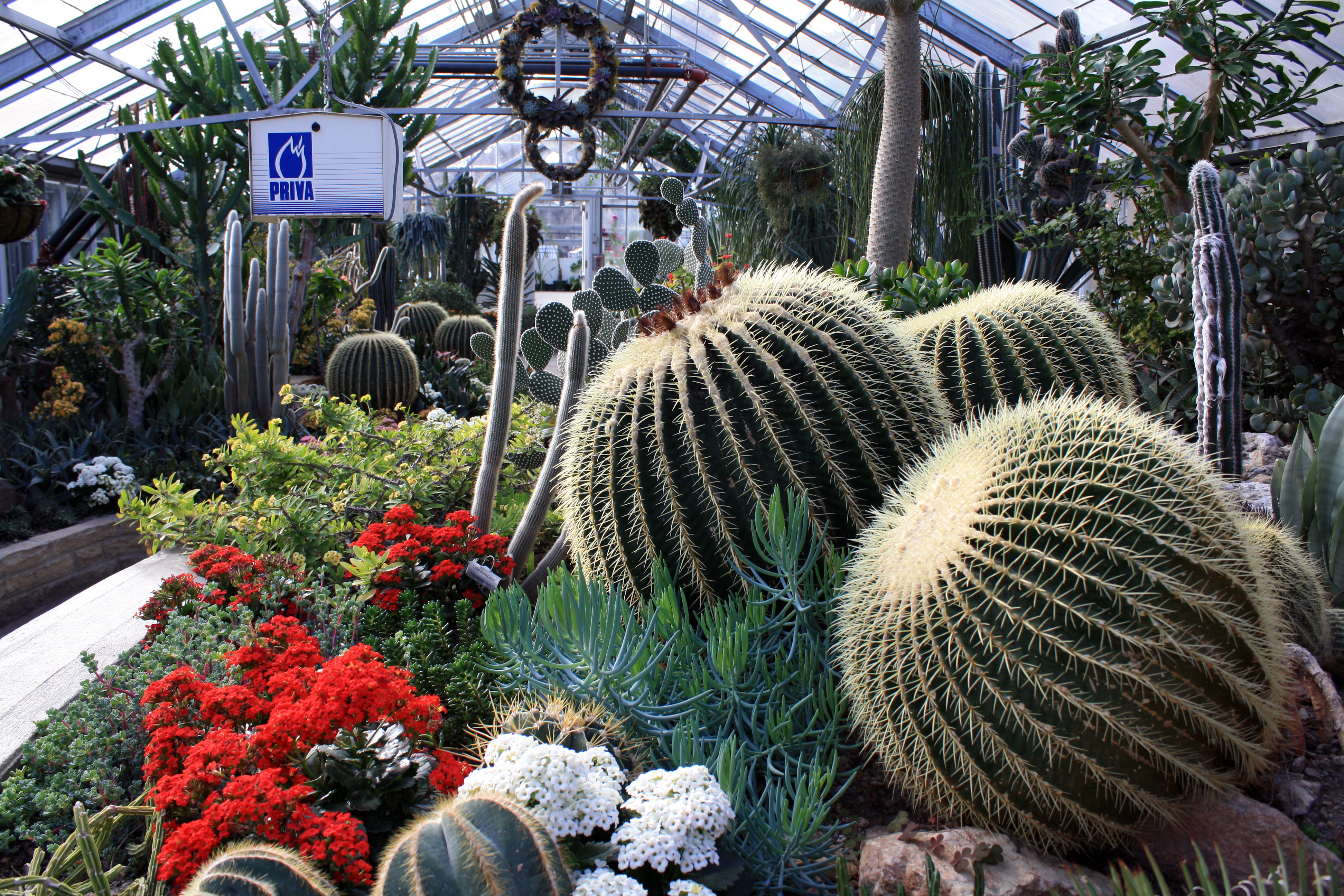
Оранжерея кактусов
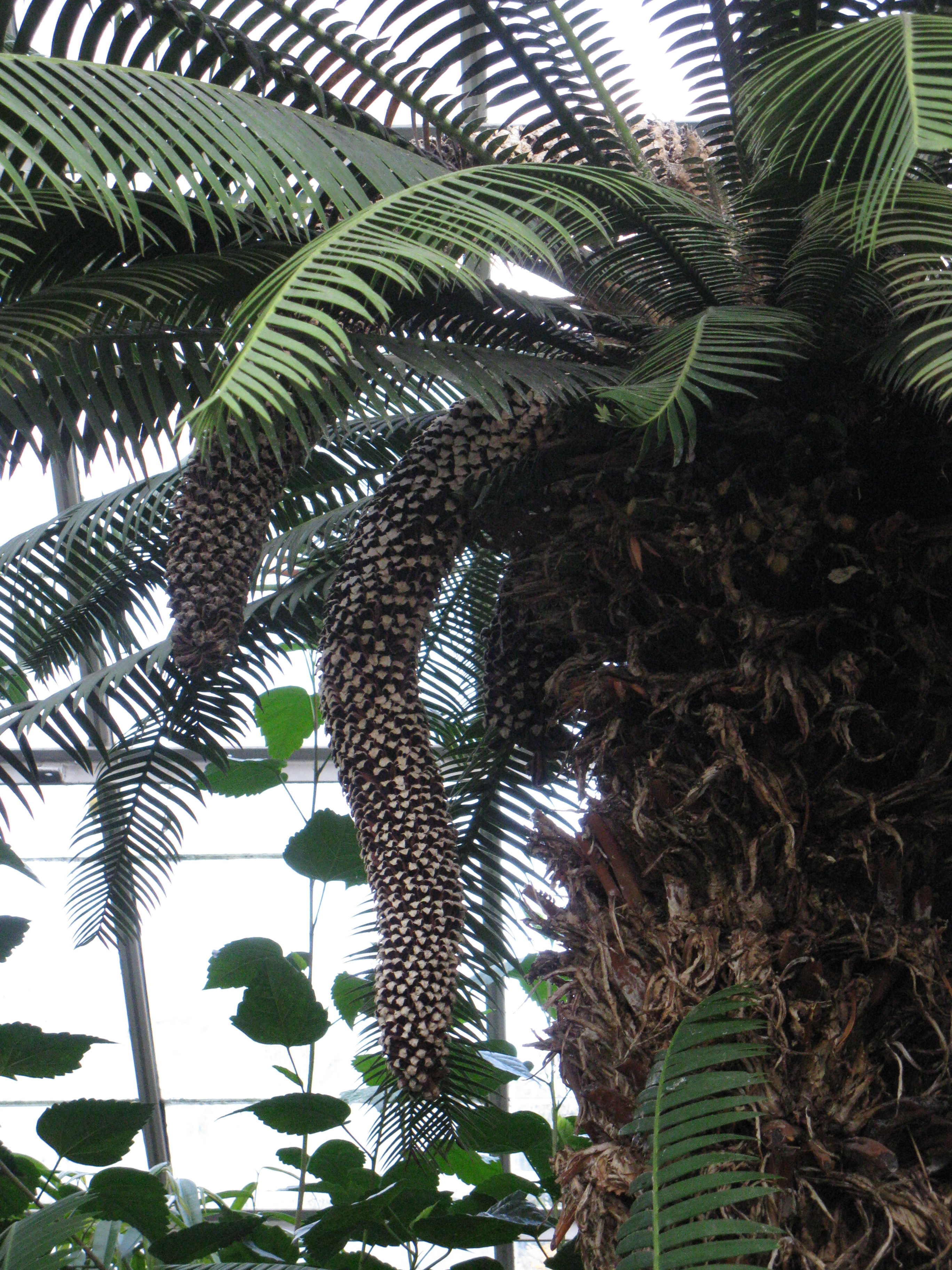
Цветущий саговник
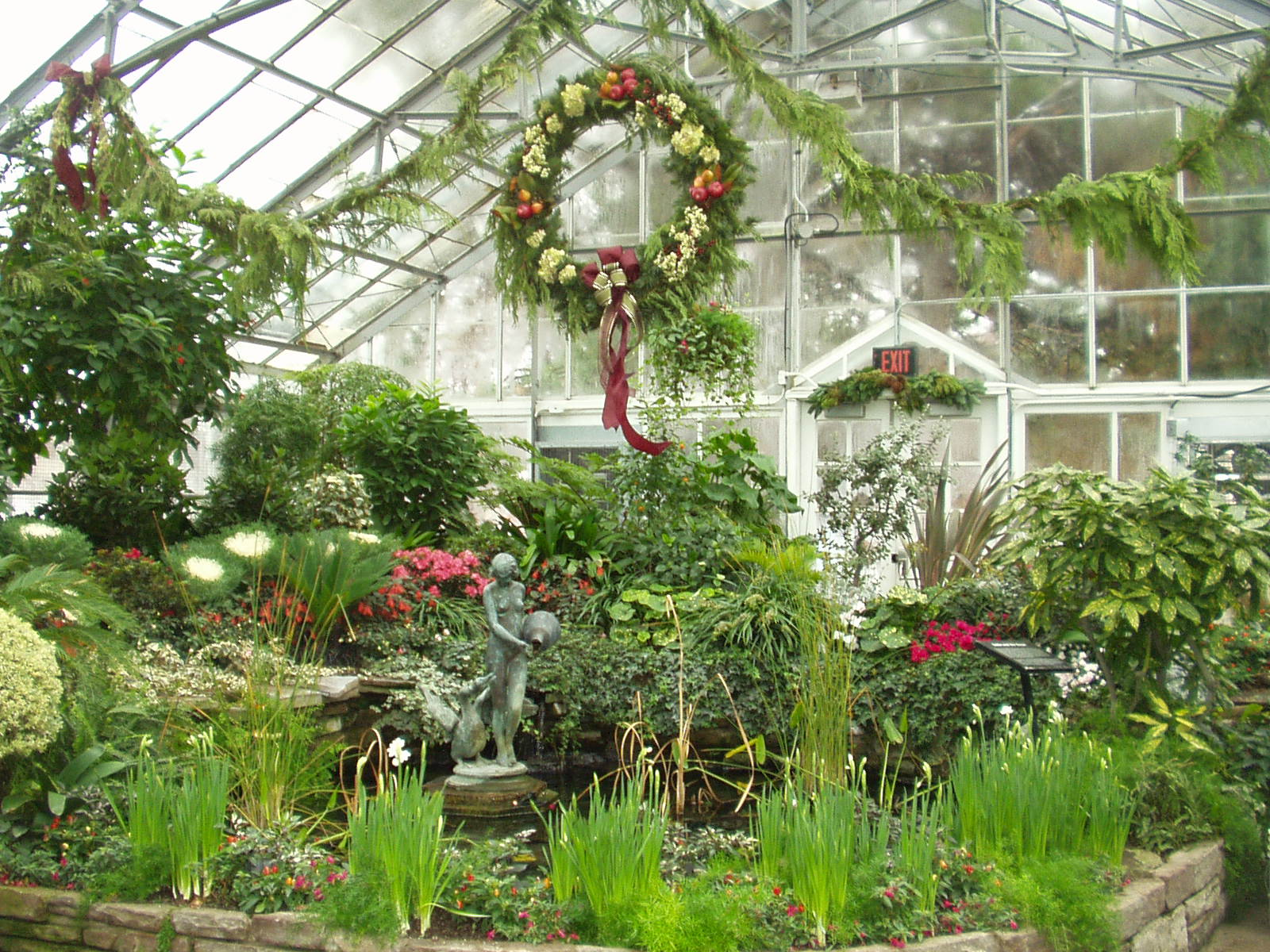
Статуя Леды и лебедя (Рождественская выставка цветов 2008 года)
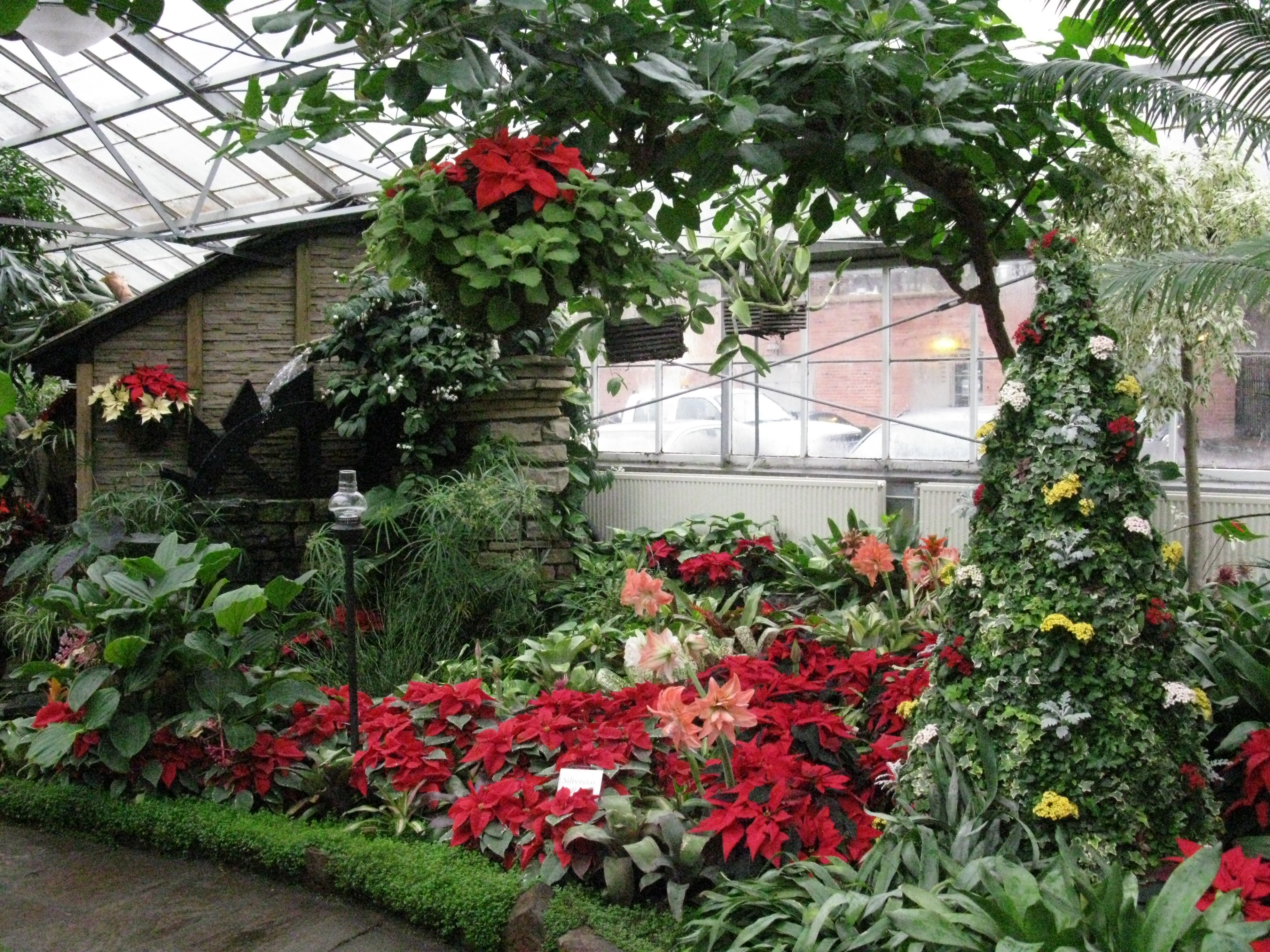
Рождественская выставка цветов 2009 года
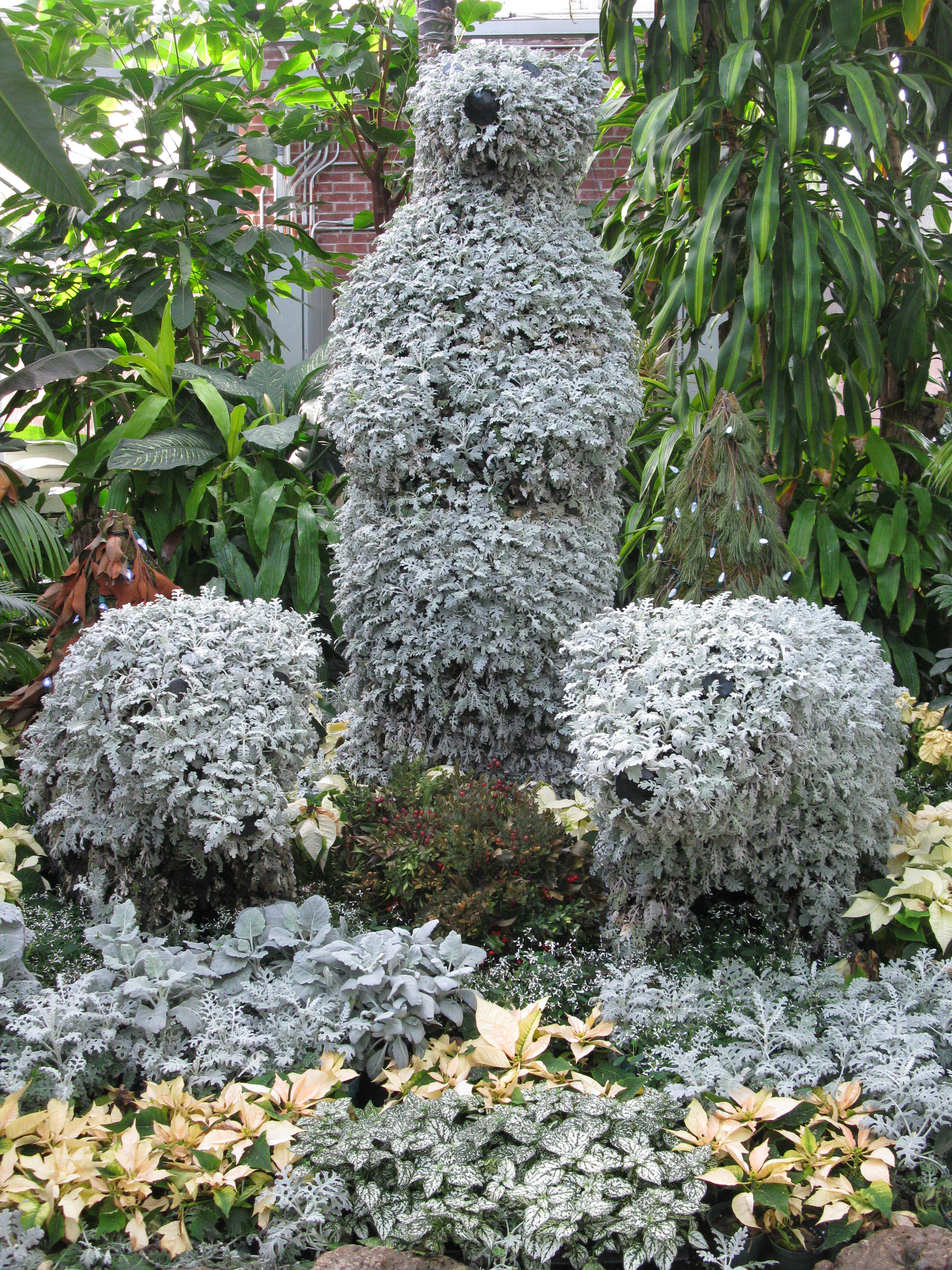
"Белые медведи" на Рождественской выставке цветов 2010 года
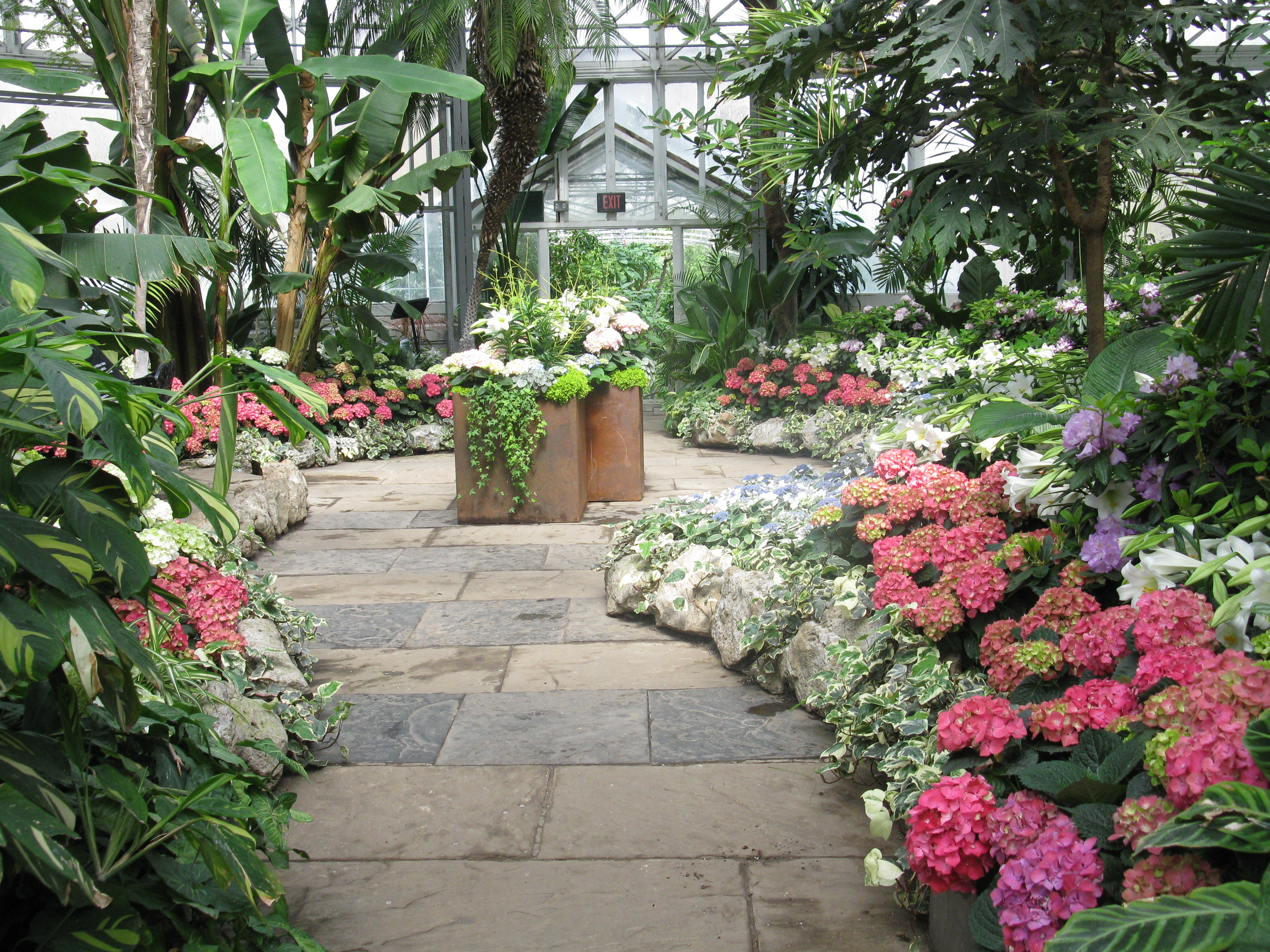
Весенняя выставка цветов 2010 года
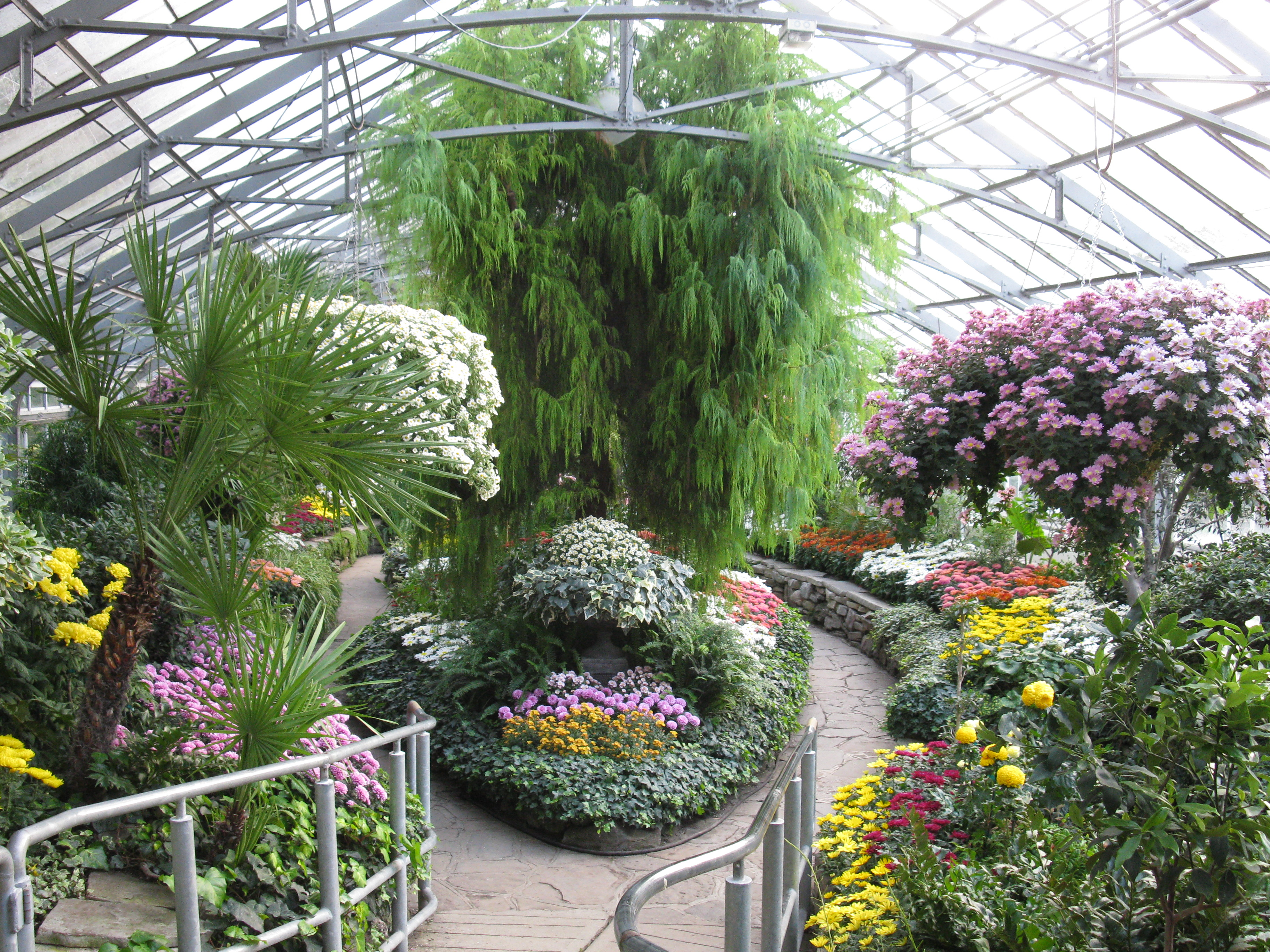
Осенняя выставка цветов 2009 года